# Regenzeit

Verlagerung der Höhe der weltweiten Niederschläge über den Landmassen im Jahresverlauf (mm pro Tag)

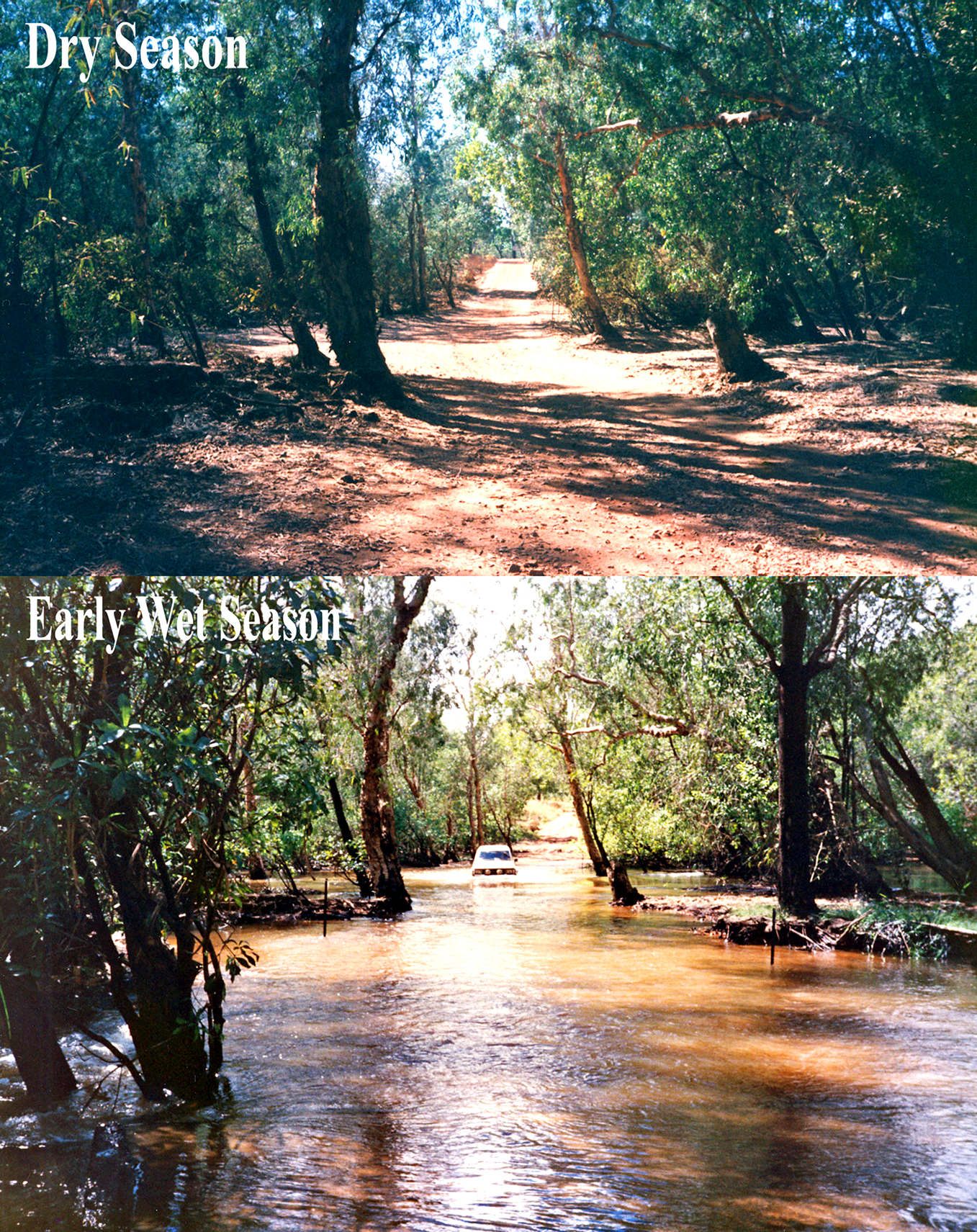
Der Finniss River im Litchfield-Nationalpark (Australien) zur Trocken- und zur Regenzeit

Die Regenzeit (englisch rainy season, wet season) ist in der Klimatologie und Meteorologie eine wiederkehrende Jahreszeit in den Tropen und Subtropen, die durch überdurchschnittlich hohe jährliche Niederschlagsmengen gekennzeichnet ist. Pendant ist die Trockenzeit.

## Allgemeines
Regenzeiten sind die durch starke Zenitalregen gekennzeichneten Jahreszeiten. Ausgeprägte Regenzeiten gibt es nur innerhalb des Tropengürtels und in den Subtropen bis etwa 30° geographischer Breite, also zwischen den Wendekreisen. Sie wird von der Trockenzeit durch die Übergangszeit getrennt und umgekehrt. Regen- und Trockenzeiten müssen sich nicht regelmäßig abwechseln, die Regenzeit kann auch jahrelang ausfallen. 

## Klassifikation
Die Köppen-Geiger-Klassifikation (1930) für tropische Gegenden zeigt, dass der durchschnittliche Regenfall bei tropischem Regenklima während der Regenzeit bei mindestens 60 Millimetern liegt. Tropisches Monsunklima zeigt eine mittlere Niederschlagsmenge von weniger als 60 Millimetern, aber mehr als 4 % der jährlichen Niederschlagsmenge. Tropisches Savannenklima ist dadurch gekennzeichnet, dass die mittlere Niederschlagsmenge des trockensten Monats weniger als 60 mm und auch weniger als 4 % der jährlichen Niederschlagsmenge beträgt.
Mit zunehmender Entfernung vom Äquator nimmt die Dauer der Regenzeit ab und die Temperatur-Jahresamplitude zu. Der Physiker Johann Samuel Traugott Gehler definierte bereits 1789, dass die Regenzeit an der Nordseite des Äquators zwischen März und September, an der Südseite zwischen September und März liege, ihr Anfang und ihre Dauer seien sehr unterschiedlich.

## Verlauf

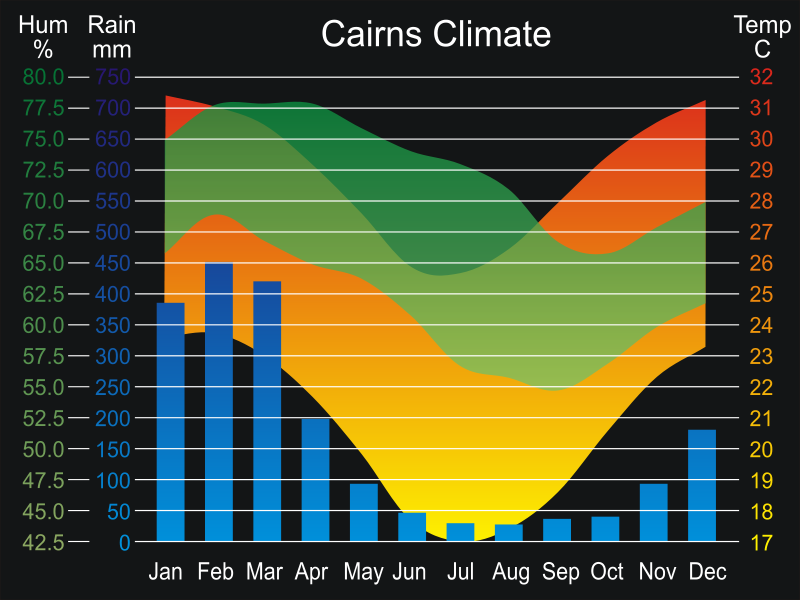
Die Klimatabelle von Cairns zeigt die Regenzeit zwischen Januar und März

Im Kalmengürtel fallen zwar ganzjährig Niederschläge, doch das Maximum des Jahresniederschlages fällt in der Regenzeit. Ausgelöst wird Regen- und Trockenzeit durch die mittäglichen Höchststände der Sonne (Zenit). Die durch Zenitalregen verursachten Regenzeiten beginnen etwa drei Wochen nach dem kalendarischen Zenitstand der Sonne oder später, denn die Verlagerung der ITC folgt dem Zenitstand mit einer zeitlichen Verzögerung. Auf der Nordhalbkugel beginnt die Regenzeit im April (etwa 5 ° nördlicher Breite, nBr), setzt sich fort im Mai (15 ° nBr) und erreicht 25 ° nBr. im Juni, auf der Südhalbkugel zwischen September und Dezember. Der erste Teil der Regenzeit ist im Regelfall der längere und heißt deshalb große Regenzeit, der zweite entsprechend kleine Regenzeit. Mit Annäherung an die Wendekreise vereinigen sich beide Regenzeiten zu einer.

## Merkmale
Die Regenzeit ist gekennzeichnet durch heftige, auch lang andauernde Regenfälle, so dass ein intensiver Sonnenschein selten ist. Folge ist eine Zunahme der Luftfeuchtigkeit, höhere gefühlte Temperatur und durch die dichte Bewölkung eine deutliche Verringerung des Tageslichts. Regenwolken ersetzen zunehmend Schönwetterwolken. In den Monsungebieten wird die Regenzeit vom meerseitigen Monsun durch Passat- oder Monsunwinde bestimmt; das Mittelmeerklima besitzt eine Winterregenzeit mit dem berühmten Scirocco. In der Feuchtsavanne gibt es zwei deutlich getrennte Regenzeiten, in der Trockensavanne und auch in der Dornsavanne sind sie in einer Regenzeit verbunden. 

## Auswirkung
Die Regenzeit ist Teil des Klimas und hat deshalb Auswirkungen auf die Vegetation und den Boden. Die sich während der Trockenzeit ausbreitende Dürre (arides Klima) wird durch zunehmende Luftfeuchtigkeit und anhaltenden Regenfälle beendet (humides Klima), so dass Pflanzen wieder blühen und die Tierwelt nicht mehr hungern und dursten muss. Gleichzeitig steigt der Wasserstand in Flüssen und Seen, ausgetrocknete Gewässer führen wieder Wasser. Fällt die Regenzeit aus, kann dies zur Desertifikation ganzer Regionen beitragen. Umgekehrt führen intensive Regenfälle zu Überschwemmungen (innerhalb kurzer Zeit auch Sturzfluten) und Versumpfungen. 
In der Nähe der Wendekreise ist die einzige Regenzeit sehr kurz und bringt so geringen Niederschlag, dass hier „tropische Wüsten“ liegen. Die tropischen Wüsten innerhalb der Wendekreise liegen die meiste Zeit des Jahres unter den absteigenden heißen austrocknenden Luftmassen der Passatinversion und können daher unter dem Zenitstand der Sonne nichts zur Verdunstung und zu Entwicklung der ITC beitragen. Die „subtropischen Wüsten“ jenseits der Wendekreise liegen sogar ständig unter dem subtropischen Hochdruckgürtel. Beide Wüsten innerhalb und außerhalb der Wendekreise bezeichnet man als Wendekreiswüsten, in denen nur sehr kurze oder gar keine Regenzeiten stattfinden.
Die Gebiete in der gemäßigten Zone jenseits des 42. Breitengrades geraten in den Wintermonaten unter den Einfluss der Westwindzone. Hier findet man das Winterregenklima der Westseiten. Dieser Winterregen fällt nicht mehr unter den Begriff der Regenzeiten im engeren Sinn, obgleich die Sommermonate arid sind und im Sommer lediglich Wärmegewitter etwas Niederschlag bringen. Einflüsse wie die Windverhältnisse, die Herkunft des Windes von Meeres- oder Landflächen, die Höhe über dem Meeresspiegel und die Vegetation beeinflussen das Regenaufkommen hier stärker als die jahreszeitlich bedingte Sonneneinstrahlung. Wo bewaldete Gebirge Niederschläge in Form von Steigungsregen begünstigen, wird es in der Höhe mehr regnen als in Tälern oder im Regenschatten von Gebirgen.
Fachlich fehlerhaft ist die Bezeichnung der Regenzeit als Winter, weil mit diesem auch kalte Temperaturen assoziiert werden, die es in den meisten Tropen ebenso wenig gibt wie kurze Tageszeiten.